# (7080) 1986 RS1
(7080) 1986 RS1 là một tiểu hành tinh vành đai chính. Nó được phát hiện bởi Antonín Mrkos ở Đài thiên văn Kleť gần České Budějovice, Cộng hòa Séc, ngày 5 tháng 9 năm 1986.